# 大理秋海棠
大理秋海棠（学名：Begonia taliensis）是秋海棠科秋海棠属的植物，是中国的特有植物。分布于中国大陆的云南等地，生长于海拔2,400米的地区，常生于丛林下呀杂木林中，目前已由人工引种栽培。